# Lenguas tai
Las lenguas tai son el subgrupo filogenético de la familia kra-dai. Las lenguas tai incluyen las lenguas kra-dai más habladas, incluyendo el idioma tailandés, lengua oficial de Tailandia, el lao, lengua oficial de Laos, el idioma shan de Birmania y el idioma zhuang del sur de China. Dentro de la familia kra-dai, las lenguas tai son el subgrupo demográficamente más numeroso.

## Clasificación
- Centrales (6)
  - Lenguas zhuang meridionales (China)
  - Idioma e (China)
  - Idioma man cao lan (Vietnam)
  - Idioma nung (Vietnam)
  - Idioma tày (Vietnam)
  - Idioma ts'ün-lao (Vietnam)
- Noroccidentales (1)
  - Idioma turung (India)
- Septentrionales (4)
  - Lenguas zhuang septentrionales (Northern Zhuang en inglés; China)
  - Idioma nhang (Vietnam)
  - Idioma bouyei (Buyi) (China)
  - Idioma tai mène (Laos)
- Suroccidentales (29)

- - Idioma pu ko (Laos)
  - Idioma tai long (Laos)
  - Central oriental (21)
    - Chiang saeng (8)
      - Idioma tai dam (Vietnam)

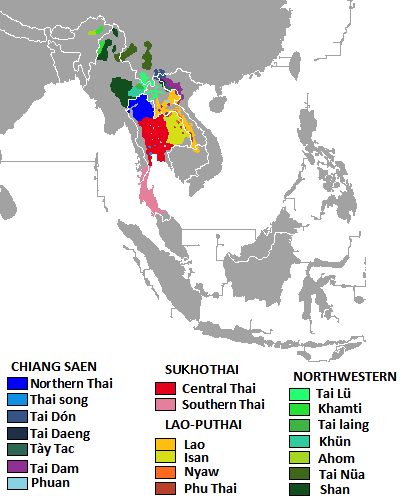
Clasificación de las lenguas tai suroccidentales.

      - Idioma tai septentrional, idioma lanna o idioma thai yuan (Tailandia, Laos)
      - Idioma phuan (Tailandia)
      - Idioma song (Tailandia)
      - Idioma tailandés (Tailandia)
      - Idioma tai dón (Vietnam)
      - Idioma tai daeng (Vietnam)
      - Idioma tay tac (Vietnam)

    - Lenguas lao-phutai (4)
      - Idioma laosiano (Laos)
      - Idioma nyaw (Tailandia)
      - Idioma phu thai (Tailandia)
      - Idioma isan o idioma tai nororiental (Tailandia, Laos)

    - Noroccidentales (9)                                                                                                          
      - Idioma ahom (India - lengua muerta. Actualmente el idioma asamés es indoeuropeo)
      - Idioma aiton (India)
      - Idioma lü, idioma lue o idioma tai lue (China, Vietnam, Tailandia, Laos, Birmania)
      - Idioma khamti (India, Birmania)
      - Idioma khün (Birmania)
      - Idioma khamyang (India)
      - Idioma phake (India)
      - Idioma chan (Shan en inglés; Birmania)
      - Idioma tai nüa (China, Vietnam, Tailandia, Laos)

  - Meridional (1)
    - Idioma tai meridional o idioma pak tai (Tailandia)

  - Sudoccidentales sin clasificar (5)
    - Idioma tai ya (China)
    - Idioma tai hang tong (Vietnam)
    - Idioma tai hongjin (China)
    - Idioma tai man thanh (Vietnam)
    - Idioma yong (Tailandia)
- Sin clasificar (7)                                                                                                          
  - Idioma kang (Laos)
  - Idioma rien (Laos)
  - Idioma tay khang (Laos)
  - Idioma tai pao (Laos)
  - Idioma tay jo (Vietnam)
  - Idioma kuan (Laos)
  - Idioma yoy (Tailandia)

## Descripción lingüística

### Fonología
El inventario consonántico para el proto-tai fue reconstruido por Li (1977) y el sistema ha servido de base para otras revisiones posteriores, como la realizada por Pittayaporn (2009):
|           |             | labial | alveolar | palatal | velar | uvular | glotal |
| --------- | ----------- | ------ | -------- | ------- | ----- | ------ | ------ |
| oclusiva  | sorda       | *p     | *t       | *c      | *k    | *q     |        |
| oclusiva  | sonora      | *b     | *d       | *ɟ      | *ɡ    | *ɢ     |        |
| oclusiva  | glotalizada | *ɓ     | *ɗ       | *ʄ      |       |        | *ʔ     |
| fricativa | sorda       |        | *s       | (*ɕ)    | *x    | *χ     | *h     |
| fricativa | sonora      |        | *z       | (*ʑ)    | *ɣ    |        |        |
| nasal     | sorda       | *ʰm    | *ʰn      | *ʰɲ     | (*ʰŋ) |        |        |
| nasal     | sonora      | *m     | *n       | *ɲ      | *ŋ    |        |        |
| sonorante | sorda       | *ʰw    | *ʰl, *ʰr |         |       |        |        |
| sonorante | sonora      | *w     | *l, *r   |         |       |        |        |

### Comparación léxica
La siguiente tabla compara varias formas léxicas con la proto-lengua reconstruida para el tai suroccidental:
| Español | proto- SW-tai[2] | Tailandés | Laosiano | Lanna    | Isan     | Shan       | Tai Lü   |
| ------- | ---------------- | --------- | -------- | -------- | -------- | ---------- | -------- |
| aire    | *lom             | lom       | lóm      | lom      | lom      | lom4       | lom      |
| ciudad  | *mɯaŋ            | mɯaŋ      | mɯaŋ     | mɯaŋ     | mɯaŋ     | mɤŋ4       | mœŋ      |
| tierra  | *?din            | din       | din      | din      | din      | lǐn1       | din      |
| fuego   | *vai/aɯ          | fai       | fái      | fai      | fai      | pʰaj4~fai4 | fai      |
| corazón | *čai/aɯ          | hŭa tɕai  | hǔa cài  | hua tɕai | hua tɕai | ho1 tsaɯ1  | hua tɕai |
| amor    | *rak             | rák       | hāk      | hag      | hag      | hak5       | hag      |
| agua    | *naːm            | náːm      | nȃm      | nam      | nam      | nam5       | nam      |
En cuanto a los numerales se tienen las siguientes formas y la reconstrucción propuesta por Pittayaporn (2009):
| GLOSA | Zuojiang-tai suroccidental | Zuojiang-tai suroccidental | Zuojiang-tai suroccidental | Zuojiang-tai suroccidental | Zuojiang-tai suroccidental | Chongzuo | Yongnan- Tai septentrional | Yongnan- Tai septentrional | PROTO- TAI |
| GLOSA | Sapa-Thai                  | Sapa-Thai                  | Tày                        | Tày                        | Longzhou                   | Chongzuo | Yongnan- Tai septentrional | Yongnan- Tai septentrional | PROTO- TAI |
| GLOSA | Siamés                     | Sa Pa                      | Bảo Yên                    | Cao Bang                   | Longzhou                   | Shangsi  | Yay (Bouyei)               | Saek                       | PROTO- TAI |
| ----- | -------------------------- | -------------------------- | -------------------------- | -------------------------- | -------------------------- | -------- | -------------------------- | -------------------------- | ---------- |
| '1'   | nɯŋB1-t                    | nɯŋB2                      | nɤŋA1 -t                   |                            | nɤŋA1/B2                   |          |                            | nɯŋB2                      | *nɯːŋB     |
| '2'   | sɔːŋA1                     | soŋA1                      | tʰɔːŋA1                    | ɬɔŋA1                      | ɬoːŋA1                     | ɬø/ŋA1   | θoŋA1                      | sɔːŋA1                     | *soːŋA     |
| '3'   | saːmA1                     | saːmA1                     | tʰaːmA1                    | ɬaːmA1                     | ɬaːmA1                     | ɬaːmA1   | θaːmA1                     | saːmA1                     | *saːm      |
| '4'   | siːB1                      | siB1                       | tʰiːB1                     | ɬiB1                       | ɬiːB1                      | ɬoyB1    | θiB1                       | siːB1                      | *siːB      |
| '5'   | haːC1                      | haːC1                      | haːC1                      | haːC1                      | haːC1                      | haːC1    | haC1                       | haːC1                      | *haːC      |
| '6'   | hokDS1                     | hukDS1                     | sokDS1                     | sokDS1                     | hukDS1                     | lokDS2   | rokDS1                     | rɔkDS1                     | *krokD     |
| '7'   | cetDS1                     | citDS1                     | cetDS1                     | cetDS1                     | citDS1                     | citDS1   | satDS1                     | cɛtDS1                     | *cetD      |
| '8'   | pɛːtDL1                    | petDL1                     | pɛːtDL1                    | pɛtDL1                     | peːtDL1                    | petDL1   | petDL1                     | peːtDL1                    | *peːtD     |
| '9'   | kaːwC1                     | kawC1                      | kɤwC1                      | kawC1                      | kawC1                      | kawC1    | kuC1                       | kuːC1                      | *kɤwC      |
Los numerales para 3, 4, 6, 7, 8 y 9 son obviamente préstamos de lenguas sinotibetanas.